# Karl August Wiedenhofen
Karl August Wiedenhofen (* 12. Dezember 1888 in Düsseldorf; † 21. Mai 1958 ebenda) war ein deutscher Rechtsanwalt; als zentrale Figur einer Widerstandsgruppe wirkte er gegen das NS-Regime.

## Widerstand in Düsseldorf
Im April 1945 beteiligte er sich an der Aktion Rheinland, einer Initiative Düsseldorfer Bürger mit dem Ziel, die Stadt kampflos an die vorrückenden US-amerikanischen Streitkräfte zu übergeben.

## Ehrungen
Wiedenhofen hat ein Ehrengrab auf dem Nordfriedhof in Düsseldorf.
In Hellerhof, dem südlichsten Stadtteil Düsseldorfs, gibt es eine Wiedenhofenstraße.